# KDELR3
El receptor 3 de retención de proteína del lumen del retículo endoplasmático es una proteína que en los humanos está codificada por el gen KDELR3.
La retención de proteínas solubles en el lumen del retículo endoplasmático (RE) de levaduras y células animales se consigue mediante su continua recuperación desde el cis-Golgi o desde un compartimento pre-Golgi. 
La selección de estas proteínas depende de un tetrapéptido señal en el extremo C-terminal: de secuencia lis-asp-glu-leu (KDEL) en células animales. En S.cerevisiae la secuencia es his-asp-glu-leu (HDEL). 
Este proceso es mediado por un receptor que reconoce y se une a las proteínas que contienen el tetrapéptido, devolviéndolas al RE. En levaduras, el receptor es una proteína transmembrana de siete dominios y está codificado por un solo gen, Erd2. A diferencia de las levaduras, se han descrito varios homólogos humanos del gen Erd2, que constituyen la familia de genes del receptor KDEL. KDELR3 fue el tercer miembro de la familia en ser identificado, y codifica una proteína altamente homóloga a KDELR1 y KDELR2. Se han descrito dos variantes del tránscrito Kdelr3 que derivan de splicing alternativo y que codifican dos isoformas del receptor KDELR3.